# コートニー・トンプソン
コートニー・トンプソン（Courtney Thompson、女性、1984年11月4日 - ）は、アメリカ合衆国の元バレーボール選手。ワシントン州ベルビュー出身。元アメリカ代表。

## 来歴
2007年、アメリカ代表に初選出される。同年8月のワールドグランプリで国際大会デビューした。ワシントン大学を卒業後はプエルトリコ、スイス、ポーランドのクラブリーグを渡り歩いた。
2009年のワールドグランプリ2009では正セッターとして出場、その後は代表から離れていたが、2012年、6-7月のワールドグランプリ2012では大会3連覇を果たした。同年のロンドンオリンピック代表12名に選ばれ、本大会では銀メダルを獲得した。
2013年にスイスリーグの強豪VBC チューリッヒに移籍し、2シーズン活躍した。2014年、イタリアで開催された世界選手権で金メダルを獲得した。
2016年8月に行われたリオデジャネイロオリンピックで銅メダルを獲得した。

## 球歴
- オリンピック - 2012年、2016年
- 世界選手権 - 2014年
- ワールドグランプリ - 2007年、2009年、2012年、2013年、2014年、2015年、2016年
- モントルーバレーマスターズ - 2010年
- 北中米選手権 - 2009年

## 所属クラブ
- Gigantes de Carolina（2008年）
- Volley Köniz（2008-2009年）
- Lancheras de Cataño（2010年）
- SVS Post Schwechat（2010-2011年）
- Lancheras de Cataño（2012年）
- Budowlani Łódź（2012-2013年）
- VBC チューリッヒ（2013-2015年）
- レクソーナ・アデス（2015-2016年）